# Cytisus maurus
Cytisus maurus là một loài thực vật có hoa trong họ Đậu. Loài này được Humbert & Maire miêu tả khoa học đầu tiên.